# سماق سام أليف الكالسيوم
سماق سام أليف الكالسيوم (الاسم العلمي: Toxicodendron calcicola) هو نوع من النباتات يتبع جنس السماق السام من الفصيلة البطمية.